# Williams (Oregon)
Williams az Amerikai Egyesült Államok északnyugati részén, Oregon állam Josephine megyéjében elhelyezkedő statisztikai település. A 2020. évi népszámláláskor 1102 lakosa volt.
A térségben három helyszínen üzemelt posta: Williams, Williamsburg és Williams Creek (ez utóbbi Jackson megyében).
A helyi általános iskola fenntartója a Three Rivers Tankerület.

## Éghajlat
A település éghajlata mediterrán (a Köppen-skála szerint Csb).
| Hónap                                   | Jan. | Feb.  | Már. | Ápr. | Máj. | Jún.  | Júl. | Aug. | Szep. | Okt. | Nov.  | Dec.  | Év    |
| --------------------------------------- | ---- | ----- | ---- | ---- | ---- | ----- | ---- | ---- | ----- | ---- | ----- | ----- | ----- |
| Rekord max. hőmérséklet (°C)            | 16,0 | 20,0  | 23,0 | 31,0 | 33,0 | 35,0  | 39,0 | 38,0 | 37,0  | 32,0 | 20,0  | 16,0  | 39,0  |
| Átlagos max. hőmérséklet (°C)           | 8,2  | 11,0  | 13,2 | 17,2 | 20,4 | 25,2  | 29,2 | 28,5 | 24,5  | 19,0 | 12,2  | 8,0   | 18,1  |
| Átlagos min. hőmérséklet (°C)           | −0,4 | −0,8  | 0,6  | 2,0  | 4,9  | 7,0   | 9,2  | 9,0  | 6,4   | 3,0  | 0,4   | −0,3  | 3,4   |
| Rekord min. hőmérséklet (°C)            | −9,0 | −16,0 | −7,0 | −6,0 | −3,0 | −15,0 | 2,0  | 2,0  | −2,0  | −6,0 | −12,0 | −10,0 | −16,0 |
| Átl. csapadékmennyiség (mm)             | 156  | 101   | 93   | 49   | 36   | 16    | 6    | 10   | 19    | 57   | 129   | 168   | 840   |
| Forrás: Western Regional Climate Center |      |       |      |      |      |       |      |      |       |      |       |       |       |

## Népesség
A településnek 2010-ben 1072, 2020-ban pedig 1102 lakosa volt.

## Nevezetes személy
- Steve Miller, zenész; 1976 és 1986 között tulajdonában volt a Lippincott-Wagner lakóház és egy 170 hektáros farm[8]

## Fordítás
- Ez a szócikk részben vagy egészben  a   Williams, Oregon című angol Wikipédia-szócikk ezen változatának fordításán alapul.  Az eredeti cikk szerkesztőit annak laptörténete sorolja fel. Ez a jelzés csupán a megfogalmazás eredetét és a szerzői jogokat jelzi, nem szolgál a cikkben szereplő információk forrásmegjelöléseként.